# Prologo
Il prologo, dal greco πρόλογος (prologos; da  pro, prima, e lógos, discorso) è una scena introduttiva, un monologo che precede un'opera teatrale, oppure un'introduzione a un'opera (o racconto) in genere.
Il prologo ha una grande importanza nella commedia e nella tragedia greca: a recitarlo è un personaggio della scena, una divinità apparsa ex machina, una personificazione del prologo stesso oppure di un'allegoria oppure ancora un personaggio che incarna il ruolo dell'autore, che si rivolge agli ascoltatori in un monologo destinato a svelare l'antefatto, cioè a introdurre l'azione scenica prima del suo vero e proprio inizio, a chiarire degli avvenimenti. Inoltre, poteva dare delle informazioni sull'autore, sull'originale greca (nelle commedie Romane) e il suo autore, o poteva avere la funzione di difendere l'autore dalle critiche.

## Prologo plautino
Nella Commedia nuova e in Plauto poteva essere recitato indifferentemente dal capocomico (il dominus gregis della commedia latina), o da un altro soggetto, attore o giovane, insignito del cosiddetto ornatus prologi.
Oltre che da un personaggio della commedia, il prologo poteva essere narrato da una divinità o da una personificazione di un concetto; i vari narratori determinavano le finalità del racconto.
Il prologo, come nel caso dell'Anfitrione di Plauto, poteva contenere un riassunto dello svolgimento dell'intera opera, compreso l'epilogo

## Prologo terenziano
Il prologo si differenzia nettamente in Terenzio, con cui perde ogni intento informativo o esplicativo e acquisisce una funzione "polemica": recitato esclusivamente dal capocomico (dominus gregis), e in prima persona, il prologo terenziano non anticipa nulla della trama ma si incarica della difesa dell'autore e del suo operato nei confronti del pubblico, o di avversari, detrattori e denigratori.